# 扫把沟街道
扫把沟街道曾是中国安徽省铜陵市铜官山区下辖的一个乡镇级行政单位，于2010年7月撤销。

## 行政区划
撤销前的扫把沟街道共辖以下地区：
铜化社区、机厂社区、红光社区、江边社区、金山社区、跃进社区、兴隆社区、后冲社区、新民社区。